# Hóquei sobre a grama nos Jogos Olímpicos de Verão de 2020 - Masculino
O torneio masculino de hóquei sobre a grama nos Jogos Olímpicos de Verão de 2020 foi realizado entre 24 de julho e 5 de agosto de 2021, com os jogos sendo disputados nos campos Norte e Sul do Estádio de Hóquei Oi, em Tóquio.
Originalmente programado para ser realizado em 2020, em 24 de março de 2020 as Olimpíadas foram adiadas para 2021 devido à pandemia de COVID-19. Pela mesma razão as partidas foram realizadas com os portões fechados.
A Bélgica sagrou-se campeã pela primeira vez após derrotar a equipe australiana na final após disputa de pênaltis. O bronze ficou com a Índia, no que foi a primeira medalha da equipe desde 1980, ao vencer a Alemanha.

## Medalhistas
|  | BEL Bélgica |  | AUS Austrália |  | IND Índia |
|  | Gauthier Boccard Tom Boon Thomas Briels Cédric Charlier Félix Denayer Nicolas De Kerpel Arthur De Sloover Sébastien Dockier John-John Dohmen Simon Gougnard Alexander Hendrickx Antoine Kina Loïck Luypaert Augustin Meurmans Victor Wegnez Vincent Vanasch Florent Van Aubel Arthur Van Doren |  | Daniel Beale Joshua Beltz Tim Brand Andrew Charter Tom Craig Matt Dawson Blake Govers Jeremy Hayward Tim Howard Dylan Martin Trent Mitton Eddie Ockenden Flynn Ogilvie Lachlan Sharp Joshua Simmonds Jacob Whetton Tom Wickham Aran Zalewski |  | Surender Kumar Varun Kumar Birendra Lakra Vivek Prasad Dilpreet Singh Gurjant Singh Harmanpreet Singh Hardik Singh Mandeep Singh Manpreet Singh Rupinder Pal Singh Shamsher Singh Simranjeet Singh Nilakanta Sharma P. R. Sreejesh Sumit Lalit Upadhyay Amit Rohidas |

## Calendário
| G | Fase de grupos | QF | Quartas de final | SF | Semifinais | B | Disputa pelo bronze | F | Final |

| DataEvento        | Sáb 24 jul | Dom 25 jul | Seg 26 jul | Ter 27 jul | Qua 28 jul | Qui 29 jul | Sex 30 jul | Sáb 31 jul | Dom 1 ago | Seg 2 ago | Ter 3 ago | Qua 4 ago | Qui 5 ago | Qui 5 ago | Sex 6 ago | Sex 6 ago |
| ----------------- | ---------- | ---------- | ---------- | ---------- | ---------- | ---------- | ---------- | ---------- | --------- | --------- | --------- | --------- | --------- | --------- | --------- | --------- |
| Torneio masculino | G          | G          | G          | G          | G          | G          | G          |            | QF        |           | SF        |           | B         | F         |           |           |

## Qualificação
Doze equipes se classificaram para o torneio masculino de hóquei sobre a grama:
| Método                        | Data                                | Local         | Vagas | Classificado                                                                       |
| ----------------------------- | ----------------------------------- | ------------- | ----- | ---------------------------------------------------------------------------------- |
| País-sede                     | —                                   | —             | 1     | Japão                                                                              |
| Jogos Asiáticos de 2018       | 19 de agosto–1 de setembro de 2018  | Indonésia     | 0     | –A                                                                                 |
| Jogos Pan-Americanos de 2019  | 30 de julho–10 de agosto de 2019    | Peru          | 1     | Argentina                                                                          |
| Pré-Olímpico Africano de 2019 | 12–18 de agosto de 2019             | África do Sul | 1     | África do Sul                                                                      |
| Campeonato Europeu de 2019    | 16–24 de agosto de 2019             | Bélgica       | 1     | Bélgica                                                                            |
| Copa da Oceania de 2019       | 5–8 de setembro de 2019             | Austrália     | 1     | Austrália                                                                          |
| Pré-Olímpico Mundial de 2019  | 25 de outubro–3 de novembro de 2019 | vários        | 7     | Alemanha · Canadá · Espanha · Grã-Bretanha · Índia · Nova Zelândia · Países Baixos |
| Total                         |                                     |               | 12    |                                                                                    |

↑A  – Como o Japão se classificou tanto como anfitrião como pelo torneio continental, a vaga foi realocada ao pré-olímpico da FIH em vez de ir para o vice-campeão asiático.

## Formato
As doze equipes participantes foram divididas em dois grupos de seis, com cada equipe enfrentando as outras dentro de seu grupo, totalizando cinco jogos. Após a conclusão da fase de grupo, as quatro primeiras equipes de cada um avançaram para as quartas de final. Os dois vencedores das semifinais se enfrentaram pela medalha de ouro, enquanto os perdedores das semifinais disputaram a medalha de bronze.

## Árbitros
Um total de 14 árbitros foram selecionados pela Federação Internacional de Hóquei (FIH) e anunciados em 11 de setembro de 2019.
- ARG Germán Montes de Oca
- AUS Adam Kearns
- CZE Jakub Mejzlík
- ESP Francisco Vázquez
- GBR Martin Madden
- GER Ben Göntgen
- IND Raghu Prasad
- IND Javed Shaikh
- NED Coen van Bunge
- NZL Simon Taylor
- NZL David Tomlinson
- POL Marcin Grochal
- RSA Peter Wright
- SGP Lim Hong Zhen

## Fase de grupos
A competição começou com uma fase de grupos de seis equipas em que cada uma das seleções defrontou as outras cinco por uma vez. As quatro primeiras avançaram para a fase final.
Todas as partidas seguem o fuso horário local (UTC+9).
|  | Equipes classificadas às quartas de final |

### Grupo A
| Pos | Equipe        | P  | J | V | E | D | GP | GC | SG  |
| --- | ------------- | -- | - | - | - | - | -- | -- | --- |
| 1   | Austrália     | 13 | 5 | 4 | 1 | 0 | 22 | 9  | +13 |
| 2   | Índia         | 12 | 5 | 4 | 0 | 1 | 15 | 13 | +2  |
| 3   | Argentina     | 7  | 5 | 2 | 1 | 2 | 10 | 11 | –1  |
| 4   | Espanha       | 5  | 5 | 1 | 2 | 2 | 9  | 10 | –1  |
| 5   | Nova Zelândia | 4  | 5 | 1 | 1 | 3 | 11 | 16 | –5  |
| 6   | Japão         | 1  | 5 | 0 | 1 | 4 | 10 | 18 | –8  |

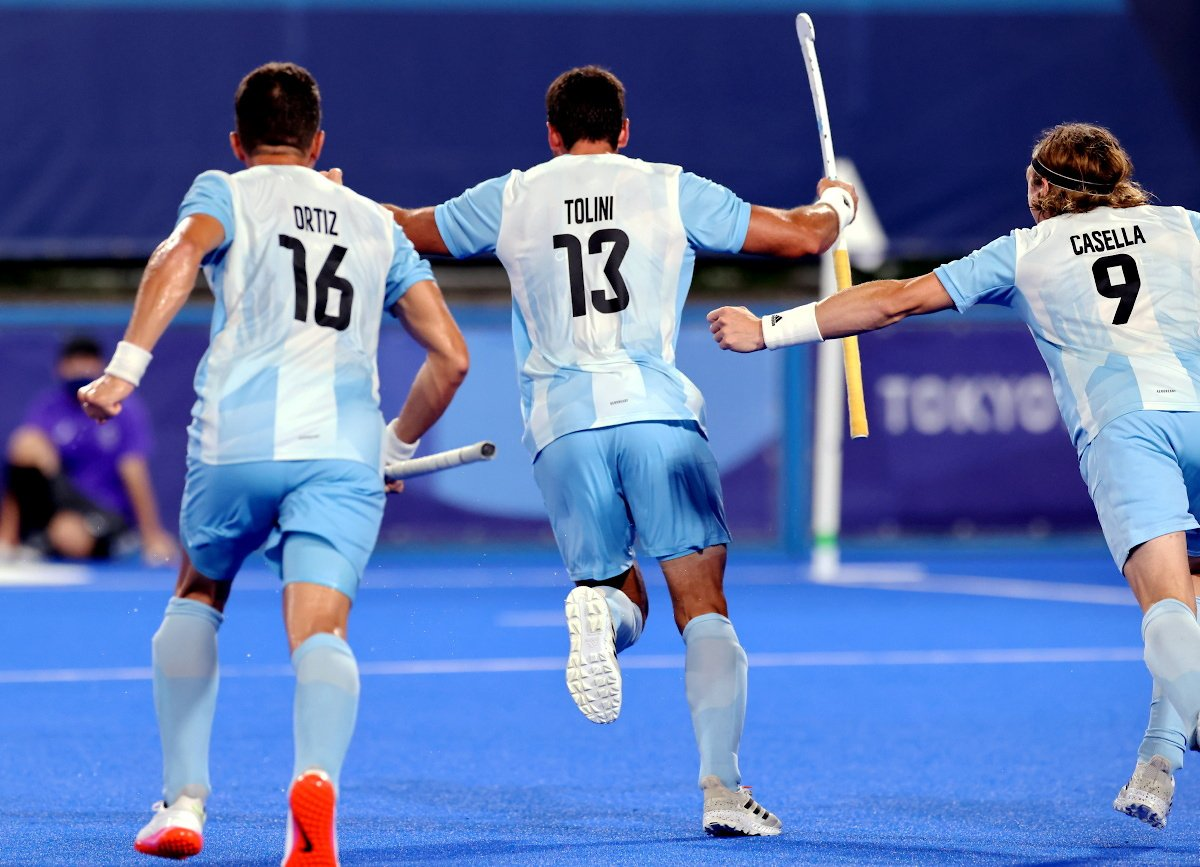
Equipe da Argentina comemorando um gol

Ordenamento da classificação: 1) Pontos; 2) Vitórias; 3) Diferença de gol(o)s; 4) Gol(o)s marcados; 5) Confronto direto; 6) Gol(o)s diretos (field goals) marcados.

| 24 de julho 9:30              |           |                                                       |                                                                                         |
| Japão                         | 3 – 5     | Austrália                                             | Campo Norte, Estádio de Hóquei Oi, Tóquio Árbitros: CZE Jakub Mejzlík SGP Lim Hong Zhen |
| Tanaka 22', 27' Kirishita 26' | Relatório | Brand 11' Craig 14' Govers 31' Zaleswki 38' Beale 50' | Campo Norte, Estádio de Hóquei Oi, Tóquio Árbitros: CZE Jakub Mejzlík SGP Lim Hong Zhen |

| 24 de julho 10:00      |           |                                   |                                                                                        |
| Nova Zelândia          | 2 – 3     | Índia                             | Campo Sul, Estádio de Hóquei Oi, Tóquio Árbitros: SCO Martin Madden NED Coen van Bunge |
| Russell 6' Jenness 43' | Relatório | Rupinder 10' Harmanpreet 26', 33' | Campo Sul, Estádio de Hóquei Oi, Tóquio Árbitros: SCO Martin Madden NED Coen van Bunge |

| 24 de julho 12:15 |           |             |                                                                                        |
| Argentina         | 1 – 1     | Espanha     | Campo Sul, Estádio de Hóquei Oi, Tóquio Árbitros: NZL Simon Taylor NZL David Tomlinson |
| Mazzilli 23'      | Relatório | Quemada 52' | Campo Sul, Estádio de Hóquei Oi, Tóquio Árbitros: NZL Simon Taylor NZL David Tomlinson |

| 25 de julho 18:30 |           |                                                                       |                                                                                        |
| Índia             | 1 – 7     | Austrália                                                             | Campo Norte, Estádio de Hóquei Oi, Tóquio Árbitros: GER Ben Göntgen POL Marcin Grochal |
| Dilpreet 34'      | Relatório | Beale 10' Hayward 21' Ogilvie 23' Beltz 26' Govers 40', 42' Brand 51' | Campo Norte, Estádio de Hóquei Oi, Tóquio Árbitros: GER Ben Göntgen POL Marcin Grochal |

| 25 de julho 19:00 |           |                      |                                                                                     |
| Japão             | 1 – 2     | Argentina            | Campo Sul, Estádio de Hóquei Oi, Tóquio Árbitros: IND Raghu Prasad RSA Peter Wright |
| Tanaka 60'        | Relatório | Tolini 5' Keenan 19' | Campo Sul, Estádio de Hóquei Oi, Tóquio Árbitros: IND Raghu Prasad RSA Peter Wright |

| 25 de julho 20:45                  |           |                                               |                                                                                       |
| Espanha                            | 3 – 4     | Nova Zelândia                                 | Campo Norte, Estádio de Hóquei Oi, Tóquio Árbitros: SGP Lim Hong Zhen AUS Adam Kearns |
| González 26' Quemada 31' Boltó 39' | Relatório | Jenness 14' Tarrant 27' Russell 48' Smith 57' | Campo Norte, Estádio de Hóquei Oi, Tóquio Árbitros: SGP Lim Hong Zhen AUS Adam Kearns |

| 27 de julho 9:30      |           |                                                   |                                                                                          |
| Argentina             | 2 – 5     | Austrália                                         | Campo Norte, Estádio de Hóquei Oi, Tóquio Árbitros: GBR Martin Madden NED Coen van Bunge |
| Tolini 4' Casella 35' | Relatório | Govers 15', 23' Wickham 21' Sharp 25' Hayward 39' | Campo Norte, Estádio de Hóquei Oi, Tóquio Árbitros: GBR Martin Madden NED Coen van Bunge |

| 27 de julho 10:00                |           |         |                                                                                      |
| Índia                            | 3 – 0     | Espanha | Campo Sul, Estádio de Hóquei Oi, Tóquio Árbitros: CZE Jakub Mejzlík RSA Peter Wright |
| Simranjeet 14' Rupinder 15', 51' | Relatório |         | Campo Sul, Estádio de Hóquei Oi, Tóquio Árbitros: CZE Jakub Mejzlík RSA Peter Wright |

| 27 de julho 11:45      |           |                     |                                                                                              |
| Japão                  | 2 – 2     | Nova Zelândia       | Campo Norte, Estádio de Hóquei Oi, Tóquio Árbitros: GER Ben Göntgen ARG Germán Montes de Oca |
| Yamasaki 3' Tanaka 40' | Relatório | Wilson 11' Lane 41' | Campo Norte, Estádio de Hóquei Oi, Tóquio Árbitros: GER Ben Göntgen ARG Germán Montes de Oca |

| 28 de julho 20:45 |           |                                         |                                                                                         |
| Japão             | 1 – 4     | Espanha                                 | Campo Norte, Estádio de Hóquei Oi, Tóquio Árbitros: SGP Lim Hong Zhen GBR Martin Madden |
| Zendana 2'        | Relatório | Lleonart 3', 55' Quemada 23' Alegre 28' | Campo Norte, Estádio de Hóquei Oi, Tóquio Árbitros: SGP Lim Hong Zhen GBR Martin Madden |

| 28 de julho 21:15                    |           |                  |                                                                                            |
| Austrália                            | 4 – 2     | Nova Zelândia    | Campo Sul, Estádio de Hóquei Oi, Tóquio Árbitros: ESP Francisco Vázquez POL Marcin Grochal |
| Brand 9', 50' Govers 55' Wickham 57' | Relatório | Russell 13', 58' | Campo Sul, Estádio de Hóquei Oi, Tóquio Árbitros: ESP Francisco Vázquez POL Marcin Grochal |

| 29 de julho 09:30                   |           |             |                                                                                       |
| Índia                               | 3 – 1     | Argentina   | Campo Norte, Estádio de Hóquei Oi, Tóquio Árbitros: CZE Jakub Mejzlík GER Ben Göntgen |
| Varun 43' Vivek 58' Harmanpreet 59' | Relatório | Casella 48' | Campo Norte, Estádio de Hóquei Oi, Tóquio Árbitros: CZE Jakub Mejzlík GER Ben Göntgen |

| 30 de julho 10:00 |           |             |                                                                                      |
| Austrália         | 1 – 1     | Espanha     | Campo Sul, Estádio de Hóquei Oi, Tóquio Árbitros: IND Javed Shaikh CZE Jakub Mejzlík |
| Wickham 18'       | Relatório | Quemada 60' | Campo Sul, Estádio de Hóquei Oi, Tóquio Árbitros: IND Javed Shaikh CZE Jakub Mejzlík |

| 30 de julho 18:30                  |           |                                                             |                                                                                           |
| Japão                              | 3 – 5     | Índia                                                       | Campo Norte, Estádio de Hóquei Oi, Tóquio Árbitros: NZL David Tomlinson SGP Lim Hong Zhen |
| Tanaka 19' Watanabe 33' Murata 59' | Relatório | Harmanpreet 13' Gurjant 17', 56' Shamsher 34' Nilakanta 51' | Campo Norte, Estádio de Hóquei Oi, Tóquio Árbitros: NZL David Tomlinson SGP Lim Hong Zhen |

| 30 de julho 19:00                            |           |               |                                                                                        |
| Argentina                                    | 4 – 1     | Nova Zelândia | Campo Sul, Estádio de Hóquei Oi, Tóquio Árbitros: GBR Martin Madden NED Coen van Bunge |
| Martínez 15+' Vila 17' Tolini 14' Keenan 60' | Relatório | Russell 14'   | Campo Sul, Estádio de Hóquei Oi, Tóquio Árbitros: GBR Martin Madden NED Coen van Bunge |

### Grupo B
| Pos | Equipe        | P  | J | V | E | D | GP | GC | SG  |
| --- | ------------- | -- | - | - | - | - | -- | -- | --- |
| 1   | Bélgica       | 13 | 5 | 4 | 1 | 0 | 26 | 9  | +17 |
| 2   | Alemanha      | 9  | 5 | 3 | 0 | 2 | 19 | 10 | +9  |
| 3   | Grã-Bretanha  | 8  | 5 | 2 | 2 | 1 | 11 | 11 | 0   |
| 4   | Países Baixos | 7  | 5 | 2 | 1 | 2 | 13 | 13 | 0   |
| 5   | África do Sul | 4  | 5 | 1 | 1 | 3 | 16 | 24 | –8  |
| 6   | Canadá        | 1  | 5 | 0 | 1 | 4 | 9  | 27 | –18 |

Ordenamento da classificação: 1) Pontos; 2) Vitórias; 3) Diferença de gol(o)s; 4) Gol(o)s marcados; 5) Confronto direto; 6) Gol(o)s diretos (field goals) marcados.

| 24 de julho 11:45 |           |                         |                                                                                        |
| Países Baixos     | 1 – 3     | Bélgica                 | Campo Norte, Estádio de Hóquei Oi, Tóquio Árbitros: POL Marcin Grochal AUS Adam Kearns |
| Hertzberger 35'   | Relatório | Hendrickx 41', 44', 45' | Campo Norte, Estádio de Hóquei Oi, Tóquio Árbitros: POL Marcin Grochal AUS Adam Kearns |

| 24 de julho 18:30             |           |                |                                                                                               |
| Grã-Bretanha                  | 3 – 1     | África do Sul  | Campo Norte, Estádio de Hóquei Oi, Tóquio Árbitros: ARG Germán Montes de Oca GER Ben Goentgen |
| Ward 2' Ansell 32' Waller 56' | Relatório | Guise-Brown 4' | Campo Norte, Estádio de Hóquei Oi, Tóquio Árbitros: ARG Germán Montes de Oca GER Ben Goentgen |

| 24 de julho 19:00 |           |                                                                         |                                                                                          |
| Canadá            | 1 – 7     | Alemanha                                                                | Campo Sul, Estádio de Hóquei Oi, Tóquio Árbitros: RSA Peter Wright ESP Francisco Vázquez |
| Pereira 16'       | Relatório | Windfeder 11', 28' Rühr 22', 25' Häner 44' Bosserhoff 59' Grambusch 60' | Campo Sul, Estádio de Hóquei Oi, Tóquio Árbitros: RSA Peter Wright ESP Francisco Vázquez |

| 25 de julho 21:15                    |           |                                                               |                                                                                      |
| África do Sul                        | 3 – 5     | Países Baixos                                                 | Campo Sul, Estádio de Hóquei Oi, Tóquio Árbitros: CZE Jakub Mejzlík IND Javed Shaikh |
| M. Cassiem 2' D. Cassiem 10' Kok 18' | Relatório | Pruyser 24', 54' Van Dam 29' Brinkman 36' Van der Weerden 48' | Campo Sul, Estádio de Hóquei Oi, Tóquio Árbitros: CZE Jakub Mejzlík IND Javed Shaikh |

| 26 de julho 09:30 |           |                               |                                                                                            |
| Alemanha          | 1 – 3     | Bélgica                       | Campo Norte, Estádio de Hóquei Oi, Tóquio Árbitros: NED Coen van Bunge NZL David Tomlinson |
| Häner 51'         | Relatório | Charlier 5', 7' Hendrickx 35' | Campo Norte, Estádio de Hóquei Oi, Tóquio Árbitros: NED Coen van Bunge NZL David Tomlinson |

| 26 de julho 11:45        |           |             |                                                                                          |
| Grã-Bretanha             | 3 – 1     | Canadá      | Campo Norte, Estádio de Hóquei Oi, Tóquio Árbitros: SGP Lim Hong Zhen POL Marcin Grochal |
| Ansell 33', 57' Ward 41' | Relatório | Van Son 51' | Campo Norte, Estádio de Hóquei Oi, Tóquio Árbitros: SGP Lim Hong Zhen POL Marcin Grochal |

| 27 de julho 12:15                        |           |              |                                                                                    |
| Alemanha                                 | 5 – 1     | Grã-Bretanha | Campo Sul, Estádio de Hóquei Oi, Tóquio Árbitros: NZL Simon Taylor AUS Adam Kearns |
| Fuchs 15', 51', 60' Rühr 35' Weigand 42' | Relatório | Roper 8'     | Campo Sul, Estádio de Hóquei Oi, Tóquio Árbitros: NZL Simon Taylor AUS Adam Kearns |

| 27 de julho 18:30                                                                        |           |                                             |                                                                                            |
| Bélgica                                                                                  | 9 – 4     | África do Sul                               | Campo Norte, Estádio de Hóquei Oi, Tóquio Árbitros: IND Raghu Prasad ESP Francisco Vázquez |
| Dohmen 4', 15' Hendrickx 9', 18', 40' Briels 12' Van Doren 15' Gougnard 25' Charlier 41' | Relatório | D. Cassiem 5', 31' M. Cassiem 23' Ntuli 29' | Campo Norte, Estádio de Hóquei Oi, Tóquio Árbitros: IND Raghu Prasad ESP Francisco Vázquez |

| 27 de julho 20:45                            |           |                        |                                                                                          |
| Países Baixos                                | 4 – 2     | Canadá                 | Campo Norte, Estádio de Hóquei Oi, Tóquio Árbitros: IND Javed Shaikh NZL David Tomlinson |
| Bakker 1' Brinkman 4' De Mol 50' Pruyser 60' | Relatório | Wallace 10' Tupper 53' | Campo Norte, Estádio de Hóquei Oi, Tóquio Árbitros: IND Javed Shaikh NZL David Tomlinson |

| 29 de julho 10:10                                                                        |           |             |                                                                                     |
| Bélgica                                                                                  | 9 – 1     | Canadá      | Campo Sul, Estádio de Hóquei Oi, Tóquio Árbitros: NZL Simon Taylor RSA Peter Wright |
| Hendrickx 12', 40' Dockier 29', 32' Denayer 39' Gougnard 43', 45' Boon 51' Van Aubel 55' | Relatório | Pearson 15' | Campo Sul, Estádio de Hóquei Oi, Tóquio Árbitros: NZL Simon Taylor RSA Peter Wright |

| 29 de julho 11:45                                   |           |                                      |                                                                                          |
| África do Sul                                       | 4 – 3     | Alemanha                             | Campo Norte, Estádio de Hóquei Oi, Tóquio Árbitros: NZL David Tomlinson IND Javed Shaikh |
| Guise-Brown 9' Horne 13' Spooner 45' M. Cassiem 48' | Relatório | Herzbruch 8' Windfeder 22' Staib 24' | Campo Norte, Estádio de Hóquei Oi, Tóquio Árbitros: NZL David Tomlinson IND Javed Shaikh |

| 29 de julho 12:15        |           |               |                                                                                             |
| Países Baixos            | 2 – 2     | Grã-Bretanha  | Campo Sul, Estádio de Hóquei Oi, Tóquio Árbitros: IND Raghu Prasad ARG Germán Montes de Oca |
| Brinkman 22' Janssen 31' | Relatório | Ward 52', 57' | Campo Sul, Estádio de Hóquei Oi, Tóquio Árbitros: IND Raghu Prasad ARG Germán Montes de Oca |

| 30 de julho 12:15                                   |           |                                                |                                                                                             |
| Canadá                                              | 4 – 4     | África do Sul                                  | Campo Sul, Estádio de Hóquei Oi, Tóquio Árbitros: ARG Germán Montes de Oca IND Raghu Prasad |
| Pearson 11' Pereira 17' Boothroyd 42' Ho-Garcia 59' | Relatório | Ntuli 2' Spooner 9' Guise-Brown 34' Mvimbi 58' | Campo Sul, Estádio de Hóquei Oi, Tóquio Árbitros: ARG Germán Montes de Oca IND Raghu Prasad |

| 30 de julho 20:45                  |           |                 |                                                                                        |
| Alemanha                           | 3 – 1     | Países Baixos   | Campo Norte, Estádio de Hóquei Oi, Tóquio Árbitros: POL Marcin Grochal AUS Adam Kearns |
| Wellen 10' Staib 41' Herzbruch 54' | Relatório | Hertzberger 57' | Campo Norte, Estádio de Hóquei Oi, Tóquio Árbitros: POL Marcin Grochal AUS Adam Kearns |

| 29 de julho 12:15   |           |                           |                                                                                          |
| Bélgica             | 2 – 2     | Grã-Bretanha              | Campo Sul, Estádio de Hóquei Oi, Tóquio Árbitros: NZL Simon Taylor ESP Francisco Vázquez |
| Boon 36' Briels 43' | Relatório | Shipperley 17' Ansell 38' | Campo Sul, Estádio de Hóquei Oi, Tóquio Árbitros: NZL Simon Taylor ESP Francisco Vázquez |

## Fase final
Depois da fase de grupos seguiu-se a fase final eliminatória, com cada seleção a defrontar um adversário em jogo único até a definição das equipes medalhistas.
|  | Quartas de final | Quartas de final |             |       | Semifinal           | Semifinal           |  |  | Final       | Final |
|  |                  |                  |             |       |                     |                     |  |  |             |       |
|  | 1 de agosto      |                  |             |       |                     |                     |  |  |             |       |
|  |                  |                  |             |       |                     |                     |  |  |             |       |
|  | Austrália (pen.) | 2 (3)            |             |       |                     |                     |  |  |             |       |
|  | Austrália (pen.) | 2 (3)            | 3 de agosto |       |                     |                     |  |  |             |       |
|  | Países Baixos    | 2 (0)            |             |       |                     |                     |  |  |             |       |
|  | Países Baixos    | 2 (0)            | Austrália   | 3     |                     |                     |  |  |             |       |
|  | 1 de agosto      |                  | Austrália   | 3     |                     |                     |  |  |             |       |
|  |                  | Alemanha         | 1           |       |                     |                     |  |  |             |       |
|  | Alemanha         | Alemanha         | 1           | 3     |                     |                     |  |  |             |       |
|  | Alemanha         |                  | 5 de agosto | 3     |                     |                     |  |  |             |       |
|  | Argentina        | 1                |             |       |                     |                     |  |  |             |       |
|  | Argentina        | 1                | Austrália   | 1 (2) |                     |                     |  |  |             |       |
|  | 1 de agosto      |                  | Austrália   | 1 (2) |                     |                     |  |  |             |       |
|  |                  | Bélgica (pen.)   | 1 (3)       |       |                     |                     |  |  |             |       |
|  | Índia            | Bélgica (pen.)   | 1 (3)       | 3     |                     |                     |  |  |             |       |
|  | Índia            | 3 de agosto      |             | 3     |                     |                     |  |  |             |       |
|  | Grã-Bretanha     | 1                |             |       |                     |                     |  |  |             |       |
|  | Grã-Bretanha     | 1                | Índia       | 2     | Disputa pelo bronze | Disputa pelo bronze |  |  |             |       |
|  | 1 de agosto      |                  | Índia       | 2     | Disputa pelo bronze | Disputa pelo bronze |  |  |             |       |
|  |                  | Bélgica          | 5           |       |                     |                     |  |  |             |       |
|  | Bélgica          | Bélgica          | 5           | 3     | Alemanha            | 4                   |  |  |             |       |
|  | Bélgica          |                  |             | 3     | Alemanha            | 4                   |  |  |             |       |
|  | Espanha          | 1                |             | Índia | 5                   |                     |  |  |             |       |
|  | Espanha          | 1                |             |       | 5                   |                     |  |  |             |       |
|  |                  |                  |             |       |                     |                     |  |  | 5 de agosto |       |
|  |                  |                  |             |       |                     |                     |  |  |             |       |

### Quartas de final
| 1 de agosto 9:30                 |           |             |                                                                                          |
| Alemanha                         | 3 – 1     | Argentina   | Campo Norte, Estádio de Hóquei Oi, Tóquio Árbitros: NED Coen van Bunge CZE Jakub Mejzlík |
| Windfeder 19', 48' Herzbruch 40' | Relatório | Casella 52' | Campo Norte, Estádio de Hóquei Oi, Tóquio Árbitros: NED Coen van Bunge CZE Jakub Mejzlík |

| 1 de agosto 12:00        |           |                                     |                                                                                              |
| Austrália                | 2 – 2     | Países Baixos                       | Campo Norte, Estádio de Hóquei Oi, Tóquio Árbitros: GER Ben Göntgen ARG Germán Montes de Oca |
| Wickham 13', 38'         | Relatório | Van der Weerden 32' Hertzberger 50' | Campo Norte, Estádio de Hóquei Oi, Tóquio Árbitros: GER Ben Göntgen ARG Germán Montes de Oca |
| Penalidades              |           |                                     | Campo Norte, Estádio de Hóquei Oi, Tóquio Árbitros: GER Ben Göntgen ARG Germán Montes de Oca |
| Govers · Ogilvie · Brand | 3 – 0     | Hertzberger · Kemperman · De Geus   | Campo Norte, Estádio de Hóquei Oi, Tóquio Árbitros: GER Ben Göntgen ARG Germán Montes de Oca |

| 1 de agosto 18:30           |           |            |                                                                                       |
| Bélgica                     | 3 – 1     | Espanha    | Campo Norte, Estádio de Hóquei Oi, Tóquio Árbitros: AUS Adam Kearns SGP Lim Hong Zhen |
| Hendrickx 38', 57' Boon 26' | Relatório | Alegre 26' | Campo Norte, Estádio de Hóquei Oi, Tóquio Árbitros: AUS Adam Kearns SGP Lim Hong Zhen |

| 1 de agosto 21:00                  |           |              |                                                                                         |
| Índia                              | 3 – 1     | Grã-Bretanha | Campo Norte, Estádio de Hóquei Oi, Tóquio Árbitros: POL Marcin Grochal NZL Simon Taylor |
| Dilpreet 7' Gurjant 16' Hardik 57' | Relatório | Ward 45'     | Campo Norte, Estádio de Hóquei Oi, Tóquio Árbitros: POL Marcin Grochal NZL Simon Taylor |

### Semifinal
| 3 de agosto 10:30         |           |                                                |                                                                                        |
| Índia                     | 2 – 5     | Bélgica                                        | Campo Norte, Estádio de Hóquei Oi, Tóquio Árbitros: GER Ben Göntgen NED Coen van Bunge |
| Harmanpreet 7' Mandeep 8' | Relatório | Luypaert 2' Hendrickx 19', 49', 53' Dohmen 60' | Campo Norte, Estádio de Hóquei Oi, Tóquio Árbitros: GER Ben Göntgen NED Coen van Bunge |

| 3 de agosto 19:00             |           |               |                                                                                                 |
| Austrália                     | 3 – 1     | Alemanha      | Campo Norte, Estádio de Hóquei Oi, Tóquio Árbitros: ARG Germán Montes de Oca POL Marcin Grochal |
| Brand 7' Govers 27' Sharp 59' | Relatório | Windfeder 11' | Campo Norte, Estádio de Hóquei Oi, Tóquio Árbitros: ARG Germán Montes de Oca POL Marcin Grochal |

### Disputa pelo bronze
| 5 de agosto 10:30                         |           |                                                             |                                                                                      |
| Alemanha                                  | 4 – 5     | Índia                                                       | Campo Norte, Estádio de Hóquei Oi, Tóquio Árbitros: AUS Adam Kearns NZL Simon Taylor |
| Oruz 2' Wellen 24' Fürk 25' Windfeder 48' | Relatório | Simranjeet 17', 34' Hardik 27' Harmanpreet 29' Rupinder 31' | Campo Norte, Estádio de Hóquei Oi, Tóquio Árbitros: AUS Adam Kearns NZL Simon Taylor |

### Final
| 5 de agosto 19:00                             |           |                                              |                                                                                           |
| Austrália                                     | 1 – 1     | Bélgica                                      | Campo Norte, Estádio de Hóquei Oi, Tóquio Árbitros: NED Coen van Bunge POL Marcin Grochal |
| Wickman 47'                                   | Relatório | Van Aubel 32'                                | Campo Norte, Estádio de Hóquei Oi, Tóquio Árbitros: NED Coen van Bunge POL Marcin Grochal |
| Penalidades                                   |           |                                              | Campo Norte, Estádio de Hóquei Oi, Tóquio Árbitros: NED Coen van Bunge POL Marcin Grochal |
| Govers · Ogilvie · Brand · Simmonds · Whetton | 2 – 3     | Van Aubel · De Sloover · Denayer · Hendrickx | Campo Norte, Estádio de Hóquei Oi, Tóquio Árbitros: NED Coen van Bunge POL Marcin Grochal |

## Classificação final
| Pos.              | Equipe            | Campanha (V–E–D) |
| ----------------- | ----------------- | ---------------- |
| Medalha de ouro   | BEL Bélgica       | 6–2–0            |
| Medalha de prata  | AUS Austrália     | 5–3–0            |
| Medalha de bronze | IND Índia         | 6–0–2            |
| 4                 | GER Alemanha      | 4–0–4            |
| 5                 | GBR Grã-Bretanha  | 2–2–2            |
| 6                 | NED Países Baixos | 2–2–2            |
| 7                 | ARG Argentina     | 2–1–3            |
| 8                 | ESP Espanha       | 1–2–3            |
| 9                 | NZL Nova Zelândia | 1–2–2            |
| 10                | RSA África do Sul | 1–1–3            |
| 11                | JPN Japão         | 0–1–4            |
| 12                | CAN Canadá        | 0–1–4            |